# Nürnberger Versicherungscup 2019
Nuremberg Cup 2019 — професійний тенісний турнір, що проходив на відкритих кортах з ґрунтовим покриттям у Нюрнбергу (Німеччина). Проходив у рамках Тур WTA 2019. Відбувся всьому і тривав з 20 до 25 травня 2019 року. It was the last edition of the tournament in Nuremberg. 

## Очки і призові
| Дисципліна              | П   | Ф   | ПФ  | ЧФ | 1/8 | 1/16 | Q   | Q2  | Q1  |
| Жінки, одиночний розряд | 280 | 180 | 110 | 60 | 30  | 1    | 18  | 12  | 1   |
| Жінки, парний розряд    | 280 | 180 | 110 | 60 | 1   | Н/Д  | Н/Д | Н/Д | Н/Д |

### Розподіл призових грошей
| Дисципліна              | П       | F       | ПФ      | ЧФ     | 1/8    | 1/16   | Q2     | Q1   |
| Жінки, одиночний розряд | $43,000 | $21,400 | $11,500 | $6,175 | $3,400 | $2,100 | $1,020 | $600 |
| Жінки, парний розряд    | $12,300 | $6,400  | $3,435  | $1,820 | $960   | Н/Д    | Н/Д    | Н/Д  |

## Учасниці основної сітки в одиночному розряді

### Сіяні пари
| Країна    | Гравчиня              | Рейтинг1 | Сіяна |
| --------- | --------------------- | -------- | ----- |
| Казахстан | Юлія Путінцева        | 38       | 1     |
| Чехія     | Катерина Сінякова     | 45       | 2     |
| Австралія | Айла Томлянович       | 47       | 3     |
| США       | Алісон Ріск           | 52       | 4     |
| Росія     | Катерина Александрова | 58       | 5     |
| Бельгія   | Кірстен Фліпкенс      | 60       | 6     |
| Росія     | Євгенія Родіна        | 68       | 7     |
| Німеччина | Андреа Петкович       | 69       | 8     |

- Рейтинг подано станом на 13 травня 2019.

### Інші учасниці
Учасниці, що отримали вайлд-кард на участь в основній сітці:
- Анна-Лена Фрідзам
- Світлана Кузнецова
- Сабіне Лісіцкі

Нижче наведено гравчинь, які пробились в основну сітку через стадію кваліфікації:
- Чагла Бююкакчай
- Яна Чепелова
- Квірін Лемуан
- Юле Німаєр
- Лаура Йоана Пар
- Ніна Стоянович

### Відмовились від участі
- Кейті Баултер → її замінила  Паула Ормаечеа
- Маргарита Гаспарян → її замінила  Місакі Дой
- Юлія Гергес → її замінила  Крістина Плішкова
- Полона Герцог → її замінила  Сорана Кирстя
- Тейлор Таунсенд → її замінила  Віталія Дяченко

### Знялись
- Даліла Якупович (вірусне захворювання)
- Віра Лапко (судоми)

## Учасниці основної сітки в парному розряді

### Сіяні
| Країна    | Гравчиня             | Країна     | Гравчиня           | Рейтинг1 | Сіяна |
| --------- | -------------------- | ---------- | ------------------ | -------- | ----- |
| Канада    | Габріела Дабровскі   | КНР        | Сюй Їфань          | 22       | 1     |
| Німеччина | Анна-Лена Гренефельд | Нідерланди | Демі Схюрс         | 34       | 2     |
| США       | Ракель Атаво         | Словенія   | Катарина Среботнік | 64       | 3     |
| Бельгія   | Кірстен Фліпкенс     | Швеція     | Юганна Ларссон     | 73       | 4     |

- 1 Рейтинг подано станом на 13 травня 2019.

### Інші учасниці
Пари, що отримали вайлд-кард на участь в основній сітці:
- Катаріна Герлах /  Юлія Вахачик
- Катаріна Гобгарскі /  Юле Німаєр

Наведені нижче пари отримали місце як заміна:
- Акгуль Аманмурадова /  Івахненко Валентина Юріївна

### Знялись з турніру
До початку турніру
- Анна-Лена Гренефельд

## Переможниці та фіналістки

### Одиночний розряд
- Юлія Путінцева —  Тамара Зіданшек, 4–6, 6–4, 6–2

### Парний розряд
- Габріела Дабровскі /  Сюй Їфань —  Шерон Фічмен /  Ніколь Мелічар 4–6, 7–6(7–5), [10–5]